# Айзпуте
А́йзпуте (латыш. Aizputeо файле; до 1917 года официально — Га́зенпот, нем. Hasenpoth) — город в Южно-Курземском крае Латвии, бывший административный центр упразднённого Айзпутского края. До 1 июля 2009 года входил в состав Лиепайского района.
Население — 5346 человек (2007 год).
Расположен на реке Тебра, в 48 км к северо-востоку от Лиепаи.

## История
В старинных документах использовались варианты Asenputten, Asimputte, Acciputten, Asenputt. В дальнейшем поселение было известно как Hasenpoth (Газенпот).
На правом берегу Тебры расположено куршское городище Айзпуте, относимое к IX веку. До середины XIII века край входил состав куршской земли Бандава, в то время как левый берег принадлежал земле Пиемаре. В 1242 году Тевтонский орден начал планомерное завоевание Земгалии и Курсы. В 1249 году ландмейстер Дитрих фон Грюнинген началось строительство орденского замка Газенпот. После разделения Курсы в 1253 году — в составе Курземского епикопства. Однако уже в 1260 году в битве при Дурбе курши перешли на сторону жемайтов и отказались подчиняться Курляндскому епикопству. Во время восстания куршей Ливонский орден в 1261 году осадил Айзпутское поселение, в результате был заключён мир между куршами и крестоносцами.
С 17 марта 1378 года Газенпот — город и административный центр Курляндского епископства. Кроме епископа Курляндского, замком в разное время владели датские и польские короли, герцог Магнус Голштинский, бранденбургские маркграфы и курляндские герцоги.
С 1585 года — административный центр Пилтенского округа, с 1795 года — в составе Российской империи (город Газенпот Курляндской губернии, административный центр одноимённого уезда). С 1917 года город официально носит современное название. В 1918—1940 годах — в составе Латвийской Республики, в 1940—1990 годах — Латвийской ССР.
Евреи поселились в Айзпуте в XVI веке, с 1708 года существовала синагога, а в середине XVIII века была создана еврейская община (первая в Курляндии), имевшая собственный раввинат и религиозный суд. Евреи составляли около половины населения с начала XIX века: в 1800 г. — 678 чел. (46 %), в 1863 г. — 1622 чел. (52 %), в 1897 г. — 1170 чел. (35 %), в 1920 г. — 586 чел. (22 %), в 1935 г. — 534 чел. (16,5 %). Бо́льшая часть оставшегося еврейского населения (386 человек) была уничтожена в 1941 году во время немецкой оккупации.

## Достопримечательности

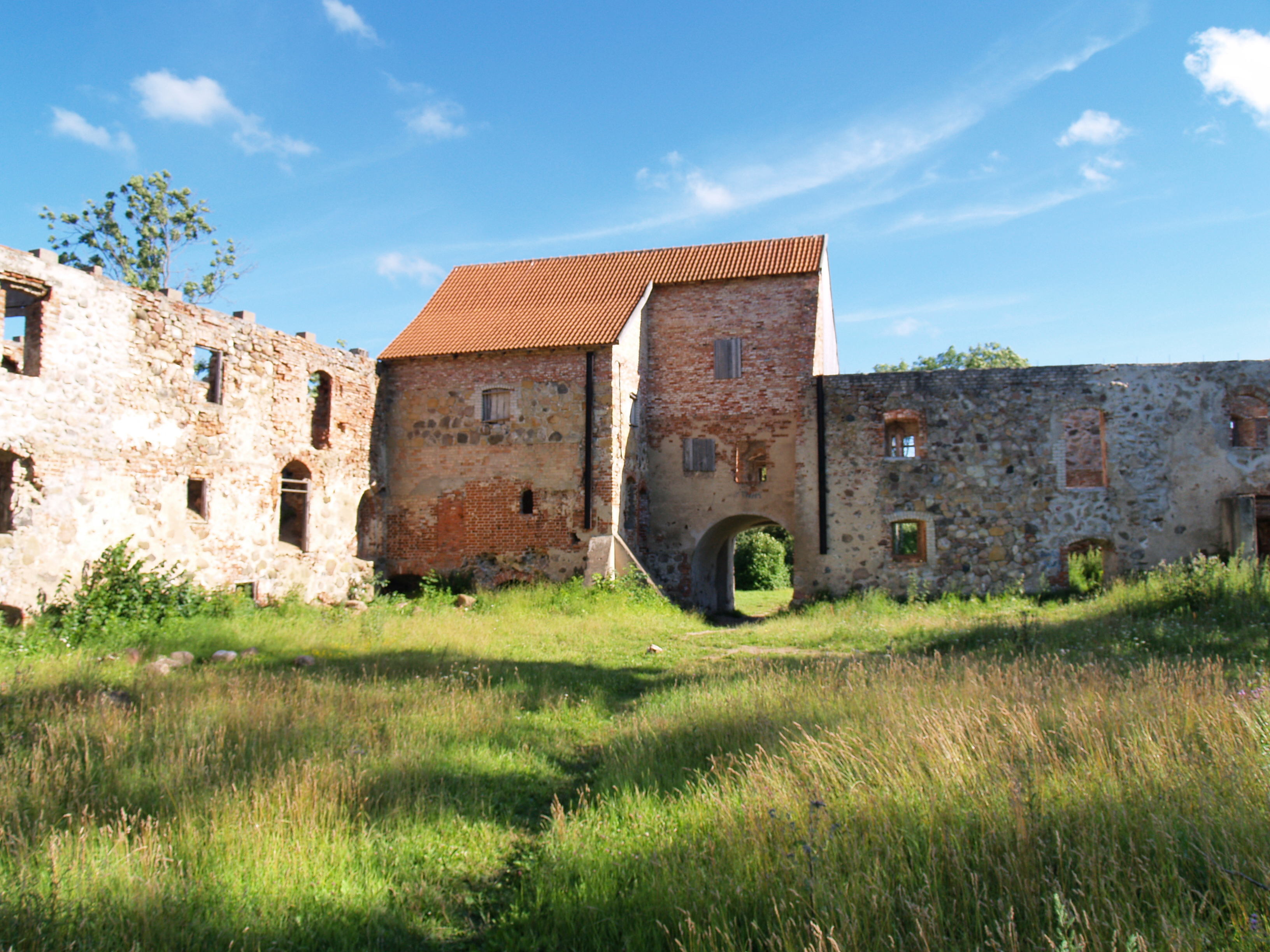
Руины замка Газенпот

Замок Газенпот, церковь Святого Иоанна (1253 год), еврейская синагога.

## Транспорт

### Автодороги
Через город проходит региональная автодорога P112 Кулдига — Айзпуте — Личи. К Айзпуте подходят региональные автодороги P115 Айзпуте — Калвене и P117 Скрунда — Айзпуте.

### Междугородное автобусное сообщение
Основные маршруты: Айзпуте — Скрунда — Салдус — Рига; Айзпуте — Кулдига — Тукумс — Рига; Айзпуте — Кулдига — Талсы; Айзпуте — Скрунда — Кулдига; Айзпуте — Гробиня — Лиепая.